# 클레어 캐리
클레어 캐리(Clare Carey, 1967년 6월 11일 ~ )는 미국의 배우, 텔레비전 배우, 영화배우이다.
로디지아에서 태어났다.

## 방송
- 제리코 시즌 2
- 제리코 시즌 1
- 포인트 플레전트
- 소 리틀 타임

## 영화
- 큐브 : 예스 오어 노 (2012년) - 다나 역
- 트라이얼 (2010년)
- 플루 버즈 (2008년)
- 블라인드 스팟 (2007년)
- 슈레더맨 (2007년) - 엄마 역
- 척 (2007년)
- 스모킹 에이스 (2007년)
- 제리코 (2006년)
- 포인트 플레전트 (2005년)
- 메디컬 인베스티게이션 (2004년)
- 44분 - 헐리우드 북쪽 (2003년)
- 나 홀로 집에 4 (2002년) - 케이트 맥콜리스터 역
- 소 리틀 타임 (2001년)
- 크로커다일 던디 3 (2001년)
- 외계인 침공 (1996년)
- 코치 (1989년)
- 데빌캣 (1988년)
- 왁스웍 (1988년)